# Okpo Land
Okpo Land fue un parque de atracciones con sede en las afueras de Okpo-dong, Corea del Sur. Se inauguró en 1996 y fue cerrado en mayo de 1999, supuestamente después de una serie de accidentes mortales, en particular la muerte de un niño que cayó de la montaña rusa de pato. La legitimidad de estas afirmaciones se ha puesto en disputa durante varios años, con los rumores que se cree que provienen de un carro descarrilado de la montaña rusa. Se dijo que un razonamiento más probable detrás del cierre del parque se debió a problemas financieros derivados de una crisis económica que afectó a Corea del Sur de 1997 a 1998.
Los restos de Okpo Land fueron demolidos en 2011, para que un hotel pudiera ser construido en su antigua ubicación.